# Route 276 (Québec)
Pour les articles homonymes, voir Route 276.
La route 276 (R-276) est une route régionale québécoise d'orientation est / ouest située sur la rive sud du fleuve Saint-Laurent. Elle dessert la région administrative de Chaudière-Appalaches.

## Tracé
La route 276 débute à l'ouest à Saint-Frédéric sur la route 112 et se termine à une intersection avec la route 277 à Lac-Etchemin. À Saint-Joseph-de-Beauce, elle fait un détour de 5 kilomètres pour contourner la côte Taschereau au cœur de la ville.

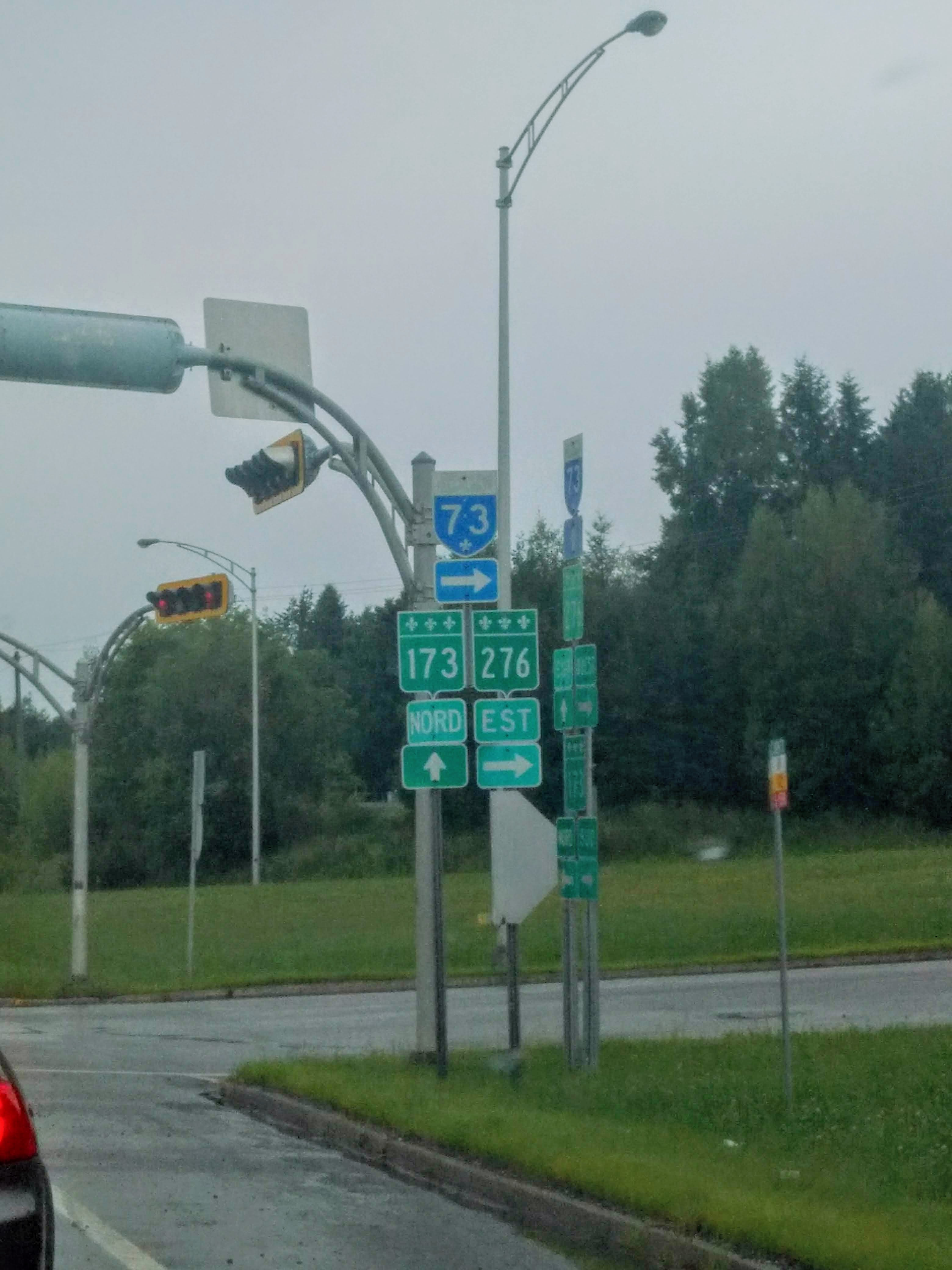
Intersection des routes 173 et 276 à Saint-Joseph-de-Beauce.

### Modifications au tracé
Le tracé de la route 276 a été modifié au cours des années. En effet, la route 276 passait par la côte Taschereau au lieu de la contourner. De plus, le tracé a également été remodelé à Saint-Odilon-de-Cranbourne où la route passe maintenant plus au sud par le 6e Rang Ouest plutôt que par le 4e Rang, cela permettant un meilleur accès à l'A-73 et à la ville de Beauceville tout en évitant le centre du village de Saint-Odilon-de-Cranbourne.

## Localités traversées (d'ouest en est)
Liste des municipalités dont le territoire est traversé par la route 276, regroupées par municipalité régionale de comté.

### Chaudière-Appalaches
Beauce-Centre
- Saint-Frédéric
- Saint-Joseph-des-Érables
- Saint-Joseph-de-Beauce
- Saint-Odilon-de-Cranbourne
- Beauceville

Les Etchemins
- Lac-Etchemin

## Intersections majeures
| MRC                     | Municipalité               | km    | Destinations                                            | Notes                                     |
| ----------------------- | -------------------------- | ----- | ------------------------------------------------------- | ----------------------------------------- |
| Beauce-Centre           | Saint-Frédéric             | 0,00  | R-112 – Thetford Mines, Saint-Frédéric, Vallée-Jonction |                                           |
| Beauce-Centre           | Saint-Joseph-de-Beauce     | 10,80 | R-173 sud – Saint-Georges, Beauceville                  | Terminus ouest du multiplex avec la R-173 |
| Beauce-Centre           | Saint-Joseph-de-Beauce     | 13,20 | R-173 nord – Vallée-Jonction, Sainte-Marie              | Terminus est du multiplex avec la R-173   |
| Beauce-Centre           | Saint-Joseph-de-Beauce     | 14,30 | A-73 – Québec, Saint-Georges                            | Sortie 72 de l'A-73                       |
| Beauce-Centre           | Saint-Odilon-de-Cranbourne | 34,80 | R-275 – Frampton, Saint-Prosper                         |                                           |
| Les Etchemins           | Lac-Etchemin               | 46,60 | R-277 – Lac-Etchemin, Saint-Henri                       |                                           |
| - Terminus de multiplex |                            |       |                                                         |                                           |